# Кристиансон, Стэнли
Стэнли Ройбен Кристиансон (24 января 1925 — 29 сентября 1950) — рядовой первого класса Корпуса морской пехоты США, награждён посмертно медалью Почёта за то, что в ходе Корейской войны 29 сентября 1950 года в одиночку противостоял мощной атаке противника, угрожавшей гибелью его взводу.
Медаль была вручена его родителям министром ВМС Дэном А. Кимбеллом в г. Вашингтон 30 апреля 1951 года. Она стала второй наградой Кристиансона за его 16 дней боёв в Корее. За 11 дней до своей гибели он был награждён Бронзовой звездой за другой акт мужества. 25-летний Кристиансон провёл 8 лет на службе в морской пехоте и удостоился похвального письма за доблестную службу на тихоокеанском театре второй мировой войны.

## Биография
Родился 24 января 1925 года на территории Миндоро, штат Висконсин. Посещал школу в округе Ла Кросс, штата Висконсин, некоторое время работал на ферме после чего в возрасте 17 лет поступил в резерв корпуса морской пехоты 2 октября 1942 года.
Прошёл рекрутскую подготовку на базе Сан-Диего, штат Калифорния, затем усиленную подготовку в составе второй дивизии морской пехоты с которой и отправился за море. Сражался на Тараве, Сайпане, Тиниане и Окинаве, служил в оккупационных войсках в Японии.
Демобилизовался в декабре 1945 года в звании рядового первого класса, но через три месяца снова вступил в регулярные части морской пехоты. Служил на базе военно-морской авиации Пенсакола в штате Флорида, был строевым инструктором на базе Пэррис-айленд, штат Южная Каролина, служил на складе боеприпасов ВМС в Гастингсе, штат Небраска, на нью-йоркской военно-морской верфи в Бруклине, Нью-Йорк и на базе Кэмп-Леджен, штат Северная Каролина. В августе 1950 года он отправился в Корею вместе с первой дивизией морской пехоты.
Принял участие в высадке в Инчхоне. 18 сентября 1950 года удостоился Бронзовой звезды. В наградной записи отмечено, что рядовой первого класса Кристиансон участвовал в штурме как автоматчик «бесстрашно  мужественно вышел на открытое место, чтобы обнаружить точное местонахождение противника». Через 11 дней Кристиансон погиб в бою близ Сеула в ходе контрнаступления сил ООН в сентябре 1950 года.

## Наградная запись
Президент Соединённых штатов с гордостью вручает МЕДАЛЬ ПОЧЁТА посмертно

РЯДОВОМУ ПЕРВОГО КЛАССА СТЭНЛИ Р. КРИСТИАНСОНУ

КОРПУС МОРСКОЙ ПЕХОТЫ США

За службу отмеченную в нижеследующей ЦИТАТЕ:
За выдающуюся храбрость и отвагу, проявленные с риском для жизни при выполнении и перевыполнении служебного долга на службе в роте Е второго батальона первого полка первой (усиленной) дивизии морской пехоты в бою против вражеских сил агрессора у высоты 132, Сеул, Корея ранним утром 29 сентября 1950 года. Находясь на одном из нескольких постов прослушивания, прикрывающем подходы к взводу в то время как противник пошёл в наступление рядовой первого класса Кристиансон немедленно отправил морского пехотинца чтобы поднять взвод по тревоге. Без приказов он остался на позиции и с полным осознанием небольших шансов на бегство он беспрестанно вёл огонь по подходящим вражеским войскам, яростно атакующим с применением винтовок, автоматического оружия и зажигательных гранат. Он уничтожил семерых солдат противника перед самой своей позицией, но в итоге его укрытие было захвачено а сам он смертельно ранен. Рядовой первого класса Кристиансон своим величественным мужеством, доблестным боевым духом и посвящением долгу позволил своему взводу отойти на другую позицию, укрепиться на фланге и отразить вражескую атаку, в которой противник потерял 41 убитого, многих ранеными и тремя пленными. Его самопожертвование перед лицом превосходящего по численности противника поддержали и усилили лучшие традиции военно-морской службы США. Рядовой первого класса Кристиансон храбро пожертвовал своей жизнью за свою страну.
/подп./ Гарри Трумэн
Оригинальный текст (англ.)
The President of the United States takes pride in presenting the MEDAL OF HONOR posthumously to

PRIVATE FIRST CLASS STANLEY R. CHRISTIANSON

UNITED STATES MARINE CORPS

for service as set forth in the following CITATION:
For conspicuous gallantry and intrepidity at the risk of his life above and beyond the call of duty while serving with Company E, Second Battalion, First Marines, First Marine Division (reinforced), in action against enemy aggressor forces at Hill 132, Seoul, Korea, in the early morning hours of September 29, 1950. Manning one of the several listening posts covering approaches to the platoon area when the enemy commenced the attack, Private First Class Christianson quickly sent another Marine to alert the rest of the platoon. Without orders, he remained in his position and, with full knowledge that he would have slight chance of escape, fired relentlessly at oncoming hostile troops attacking furiously with rifles, automatic weapons and incendiary grenades. Accounting for seven enemy dead in the immediate vicinity before his position was overrun and he himself fatally struck down, Private First Class Christianson, by his superb courage, valiant fighting spirit and devotion to duty, was responsible for allowing the rest of the platoon time to man positions, build up a stronger defense on that flank and repel the attack with 41 of the enemy destroyed, and many more wounded and three taken prisoner. His self-sacrificing actions in the face of overwhelming odds sustain and enhance the finest traditions of the United States Naval Service. Private First Class Christianson gallantly gave his life for his country.
/S/ HARRY S. TRUMAN
— 

|  |                                                                                      |  |                                                         |
|  |                                                                                      |  | Бронзовая звезда за службу · Бронзовая звезда за службу |
|  | Бронзовая звезда за службу · Бронзовая звезда за службу · Бронзовая звезда за службу |  |                                                         |
|  | Бронзовая звезда за службу · Бронзовая звезда за службу · Бронзовая звезда за службу |  |                                                         | 
| 1-й ряд |                                         | Медаль Почёта                                                          | Медаль Почёта                             |                                                                         |
| 2-й ряд | Бронзовая звезда                        | Пурпурное сердце                                                       | Похвальная медаль                         | Navy Presidential Unit Citation с двумя бронзовыми звёздами за службу   |
| 3-й ряд | Медаль «За безупречную службу»          | Медаль «За Азиатско-тихоокеанскую кампанию» с тремя звёздами за службу | Медаль Победы во Второй мировой войне     | Медаль «За службу в оккупационной армии» (с пряжками «Азия» и «Европа») |
| 4-й ряд | Медаль «За службу национальной обороне» | Медаль «За службу в Корее» с тремя звёздами за службу                  | Благодарность президента Республики Корея | Медаль «За службу ООН в Корее»                                          |

- Список участников Корейской войны, награждённых медалью Почёта

1. 

- Кристиансон, Стэнли (англ.) на сайте Find a Grave
- Stanley R. Christianson, Medal of Honor recipient. Who's who in Marine Corps history. History Division, United States Marine Corps (18 сентября 2003). Дата обращения: 5 декабря 2007.
- Medal of Honor – PFC Stanley R. Christianson (Medal of Honor citation). Marines Awarded the Medal of Honor. History Division, United States Marine Corps. Дата обращения: 9 июня 2006. Архивировано 22 февраля 2007 года.